# Houston Stars
Los Houston Stars fueron un equipo de fútbol de los Estados Unidos que jugaron en la North American Soccer League, la desaparecida liga de fútbol más importante del país.

## Historia
Fue fundado en el año 1967 en la ciudad de Houston, Texas y fue un equipo de los que importaba jugadores de otras ligas, y tenían una relación deportiva con el Bangu Atlético Clube de Brasil. Su dueño era Roy Mark Hofheinz, el cual también era dueño de los Houston Astros de la MLB y convirtió a los Stars en el primer equipo de fútbol de los Estados Unidos en jugar sus partidos de local bajo techo, ya que su sede era el Astrodome.
Cuando la United Soccer Association se fusionó con la NPSL, el club se convirtió en uno de los equipos fundadores de la North American Soccer League en 1968, aunque al final de la temporada, el club desapareció.

## Temporadas
| Año  | Liga | G  | P  | E | Pts | Temporada Regular      | Playoffs     |
| ---- | ---- | -- | -- | - | --- | ---------------------- | ------------ |
| 1967 | USA  | 4  | 4  | 4 | 12  | 4.ª División Oeste     | No Clasificó |
| 1968 | NASL | 14 | 12 | 6 | 150 | 2.ª División del Golfo | No Clasificó |